# 190730 Lorenzonesi
190730 Lorenzonesi este o planetă minoră (asteroid) din centura de asteroizi. A fost descoperită pe 13 august 2001 la osservatorio astronomico della Montagna Pistoiese⁠(d) de Maura Tombelli⁠(d). 
Obiectul prezintă o orbită caracterizată de o semiaxă mare de 2,2742191341608 UAi, o excentricitate de 0,16762106597341, o înclinație de 7,8370937414397 ° în raport cu ecliptica.